# Dumitru Bughici
Dumitru Bughici opr.  Iosif Bughici (født 14. november 1921 i Iasi, Rumænien - død 10. juni 2008 i Jerusalem, Israel) var en rumænsk/jødisk komponist, pianist, dirigent og lærer.
Bughici studerede komposition, klaver og direktion på konservatoriet i Isai. Han studerede herefter videre på Leningrad Musikkonservatorium hos bl.a. Alfred Schnittke.
Bughici har skrevet 11 symfonier, orkesterværker, kammermusik, balletmusik, trompetkoncert, strygekvartetter etc.
Han var underviste i komposition på Bukarest Muskkonservatorium, men flyttede til Israel i 1985, hvor han arbejdede som freelancelærer og komponist.

## Udvalgte værker
- Symfoni nr. 1 "Symfonisk digt (1961) - for orkester
- Symfoni nr. 2 "Koreografisk symfoni" (1964, rev. 1967) - for orkester
- Symfoni nr. 3 "Ekko af jazz" (1966) - for orkester
- Symfoni nr. 4 (1972) - for orkester
- Symfoni nr. 5 (1977) - for orkester
- Symfoni nr. 6 "Symfonien om Bucegi" (1978–9) - for orkester
- Symfoni nr. 7 "Ballet" (1983)- for orkester
- Symfoni nr. 8 "Til minde" (Lyrisk-dramatisk symfoni" (1984) - for orkester
- Symfoni nr. 9 "Romantisk symfoni" (1985) - for orkester
- Symfoni nr. 10 "Forhåbninger" (1985)  - for orkester
- Symfoni nr. 11 "Taknemmelighedens symfoni" (1987–90) - for orkester
- 4 Sinfoniettas (1958, 1962, 1969, 1979) - for orkester
- Symfoni Koncertante nr 1 & 2 (1979-1980) - for strygerkvartet og orkester